# Jean Nasica
Pour les articles homonymes, voir Nasica.
Scipion Nasica, dit Jean Nasica, né le 3 janvier 1906 à Prato-di-Giovellina en Haute-Corse et mort sous les balles allemandes le 30 novembre 1944 à Bourbach-le-Bas, est un médecin et résistant français,

## Biographie
Avant la guerre, Jean Nasica devient médecin et arrive par erreur à Arnay-le-Duc où il s'installe comme généraliste. En 1939, lorsque la guerre éclate, Nasica continue à être « le médecin des pauvres » et il incite à combattre l'envahisseur allemand.
Il s'engage activement dans la résistance en Bourgogne sous l'Occupation, en particulier dans le canton d'Arnay-le-Duc et la vallée de l'Ouche.
Alors qu'il est recherché par les nazis et Vichy, il part et participe à la création du maquis René Laforge, nommé ainsi en hommage à un normalien fusillé le 7 mars 1942. Il est placé à la tête de la 1re compagnie, avec le grade de capitaine, du 1er régiment de Bourgogne créé le 1er octobre 1944 à Dijon.
Il est tué par éclats d'obus lors de la bataille de Bourbach-le-Bas le 30 novembre 1944.

## Vie privée
Marié à Jeanne Ducarre  Jean Nasica est père d'un enfant, Jean-Claude, né le 1er mars 1929 à Lyon (IVe).

## Distinctions et hommages
- Chevalier de la Légion d'honneur à titre posthume

En septembre 1944, Jean Nasica est cité à l'ordre du régiment et en novembre, à l'ordre de l'armée.
Une rue porte son nom à Arnay-le-Duc.